# شاطئ كاملو (هاواي)

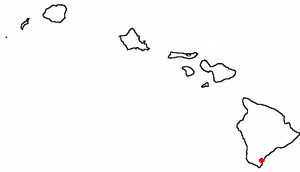
موقع شاطئ كاملو من جزيرة هاواي

شاطئ كاملو (بالإنجليزية: Kamilo Beach) ، هو شاطئ يقع على الساحل الجنوبي الشرقي لجزيرة هاواي. له سمعة بيئية سيئة جدا، حيث أصبح مطرحا للقمامة البحرية بتراكم الحطام ونفايات البلاستيك، وهو جزء من البقعة البيئية السوداء بما يمكن أن يصطلح عليه «رقعة قمامة الباسيفيكي العظمى» الواقعة بمجال المحيط الهادئ.

## المشكل البيئي
لقد عانت الحياة البرية في المنطقة أضرار كبيرة بسبب القمامة داخل وخارج الشاطئ. الناتجة عن سوء تصرف الإنسان والإهمال وكذلك من مخلفات الصيد مثل القمامة والشباك المهملة وغبرها من المهملات والمخلفات البشرية.
بعض أنواع البلاستيك، مثل «ثنائي الفينول أ»، ومكرر Bis(2-ethylhexyl) phthalate و«البوليسترين»، والعديد من المواد الكيميائية المسببة للسرطان والسامة، و«ثنائي الفينيل متعدد الكلور» كلها متواجدة ومتراكمة بالشاطئ مما يشكل خطرا على الحيوانات والبيئة الحيوانية حيث يتم امتصاص هذه السموم وتناولها من طرف الحيوانات.

### رقعة قمامة الباسيفيكي الكبرى
والشاطئ هو جزء من رقعة قمامة الباسيفيكي العظمى وهي منطقة قمامة بحرية تقع في منتصف المحيط الهادي الشمالي، وتمتد إلى منطقة غير محددة الحدود بشكل دقيق، وذلك لاختلاف تركيز البلاستيك والنفايات على حسب المنطقة. 
تتميز المنطقة بتركيز عالي للمخلفات البلاستيكية، والكيميائية، وغيرها من القمامة، والتي يحصرها تيار شمال المحيط الهادي الدائري. على الرغم من كبر حجم الرقعة، فهي غير مرئية من الصور الفضائية وذلك لأنها تتكون من جزيئات تطفر في طبقات الماء العليا.

### الأثر البيئي

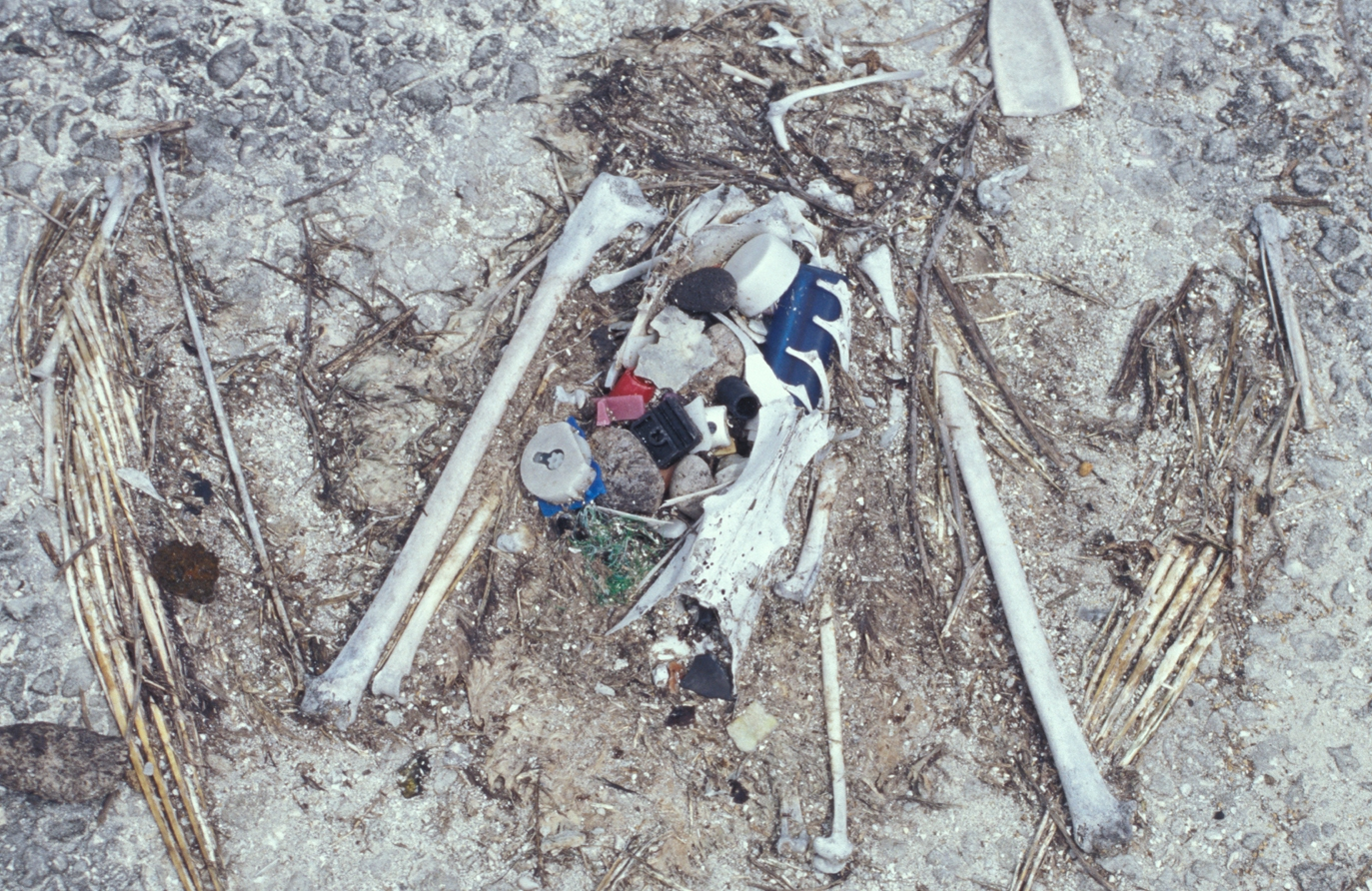
بقايا طير القطرس ابتلع قمامة بحرية سامة.

العديد من الحيوانات التي تعيش في -أو قرب- البحر تبتلع القمامة البحرية عن طريق الخطأ، لأنها بالنسبة لها تشبه طريدة، ومن الصعب أن يمر البلاستيك بسهولة في الجهاز الهضمي لهذه الأحياء فتمنع مرور الطعام وتسبب الموت جوعا أو مرضًا. الجسيمات الصغيرة العائمة تشبه أيضا الزوبلانكتون، مما يمكن أن يؤدي إلى دخول هذه الجسيمات في السلسلة الغذائية.
تم تدقيق عينات مأخوذة من مركز الحركة الدائرية من شمال المحيط الهادئ في عام 1999 من قبل مؤسسة الغاليتا للبحوث البحرية، أفادت بأن حجم البلاستيك تجاوز الزوبلانكتون بمقدار ستة عاملي.
الإضافات السامة المستخدمة في صنع المواد البلاستيكية يمكن ترتشح إلى المناطق المحيطة بها عند تعرضها للمياه بالتالي إلى مياه الشرب. بعض الاضافات المستخدمة في صناعة البلاستيك تعطل نظام الغدد الصم ويمكن ان توقف نظام المناعة أو تخفض معدلات الإنجاب.
المخلفات البحرية مثل الحديد والاسمنت تضر البيئة بشكل بسيط لأنها عادة غير متحركة، ويمكن حتى أن تستخدم لإنشاء الشعاب المرجانية الاصطناعية، وتؤدي إلى زيادة التنوع الحيوي للمنطقة الساحلية. والعديد من السفن أُغرقت في المياه الساحلية لهذا الغرض.
بعض الكائنات الحية تكيفت للعيش على النفايات البلاستيكية المتحركة على المياه، مما أدى إلى تشتت الكائنات الحية في جميع أنحاء العالم وأدى إلى توسع النظم الإيكولوجية المتحركة.